# Thierry Fernier
Thierry Fernier est un footballeur professionnel né le 2 octobre 1964 à Mulhouse.

## Biographie
Formé au FC Sochaux-Montbéliard, jouant au poste d'attaquant, il fait partie de la génération dorée du tout début des années 1980 du  FC Sochaux-Montbelliard.
Les sochaliens, descendus en Division 2 en 1987, Thierry Fernier espère se relancer au Matra Racing Club, mais victime de blessures à répétition, il n'a pas l'occasion de montrer toutes les facettes de son talent. De plus, 1989 rime avec la décision de Matra de stopper toute activité footballistique. Il décide néanmoins de rester à Paris, le Matra Racing Club devenant le Racing Paris 1. Au début de la saison 1989-1990 et avec une équipe de jeunes derrière lui, Thierry Fernier et sa patte gauche font un malheur, mais une vilaine blessure vient ternir sa saison et il voit revenir ainsi les fantômes de ses deux premières saisons parisiennes : le club est relégué en division 2 (le club sera même rétrogradé en division 3 durant l'été 1990 pour raisons financières) et Thierry ne joue pas la finale de la Coupe de France, contre Montpellier.
Il ne retrouvera son meilleur niveau et terminera sa carrière professionnelle en 1994 à Valenciennes, (rétrogradé en National 1 pour raisons financières), à seulement 30 ans. Blessures et malchances ont ainsi rythmée sa carrière.

## Palmarès
- Champion de France de Division 2 en 1992 avec les Girondins de Bordeaux FC
- Vainqueur de la Coupe Gambardella en 1983 avec le FC Sochaux

### En Équipe de France
- International Juniors, Espoirs et Olympiques
- Champion d'Europe Juniors en 1983 avec les Juniors